# عملیات بیت‌المقدس ۶
عملیات بیت‌المقدس ۶ با رمز یا امیرالمؤمنین در محور ماووت - ارتفاعات شیخ محمد به صورت نیمه گسترده در تاریخ ۲۶/۲/۱۳۶۷ به فرماندهی سپاه انجام شد.

## منطقه عملیات
منطقه عملیاتی، از شرق به دشت هرمدان و ارتفاعات ویولان و ویسی، از جنوب شرقی به شاخ گوجار و از شمال به رودخانه زاب الصغیر محدود می‌شد. در شمال غربی آن، شهر قلعه‌دیزه و در غرب آن سد دوکان قرار داشتند. ارتفاعات این منطقه عبارت بودند از: شیخ محمد، استروگ و آسوس. تنگه «کانی تو» نیز مابین ارتفاعات آسوس و شیخ محمد قرار داشت.

## اهداف و اهمیت عملیات
تصرف و تأمین ارتفاعات شیخ محمد، گمادل، استروگ و آسوس (کرکر). به منظور خارج کردن عقبه خودی از زیر دید دشمن و متقابلاً، قرارگرفتن عقبه ارتش عراق در محدوده قلعه‌دیزه و سد دوکان در زیر دید ایرانیها. هاشمی رفستجانی دربارهٔ این عملیات گفت: «عملیات بیت‌المقدس ۶ در حد خودش از عملیات نادر ما بوده است و همه می‌دانند این ارتفاعات در کردستان عراق در دست هرکسی که باشد، حرف آخر را در آن منطقه او می‌تواند بزند.»

## شرح عملیات
عملیات در ساعت ۰۲:۴۰، ۲۶ اردیبهشت ۱۳۶۷ با رمز مقدس یا «امیرالمؤمنین (ع)» آغاز شد. در منطقه ویولان، نیروهای ایرانی بدون درگیری شروع به پاک‌سازی کردند و هنگامی که به آسوس (کرکر) رسیدند، با نیروهای گشتی عراقی درگیر شده و تا صبح علاوه بر تصرف اهداف خود، در یال‌های خالی بین استروگ و آسوس مستقر شدند. در منطقه استروک، رزمندگان ایرانی از بلندترین قله آن، رزمندگان عراقی را در هم کوبیده و پس از سه تا چهار ساعت درگیری، به پاک‌سازی منطقه مشغول شده و سپس در جناح چپ (روی استروک به آسوس) و در جناح راست (قله اصلی بانی باریک) با دیگر نیروها الحاق کردند. در منطقه شیخ محمد و ارتفاع بانی باریک، رزمندگان ایرانی تا ساعت ۸ صبح ضمن درگیری با رزمندگان عراقی، منطقه را پاک‌سازی کردند. درگیری روی ارتفاع گمادل نیز تا ساعت‌ها پس از آغاز عملیات ادامه داشت. در انتهای یال جنوبی شیخ محمد به طرف شیار (تنگه) شیخ محمد تا یال پیکانی این ارتفاع، نیروهای ایرانی تا صبح توانستند منطقه مورد نظر را تصرف و پاک‌سازی کنند. در شب دوم، مرحله دوم عملیات آغاز شد و رزمندگان ایرانی تا صبح موفق شدند ارتفاع گمادل را تصرف و پاک‌سازی کنند که عده زیادی از عراقیها کشته و زخمی و عده‌ای نیز متواری شدند.
در پی این عملیات، تصرف سلسله ارتفاعات شیخ محمد، استروک و تپه متصل به آن (تپه نقلی)، آسوس و یال مربوط به ویسی، ارتفاع پیکانی بین شیخ محمد و گوجار و نیز دو تپه پاشنه‌ای (پشت شیخ محمد) در منطقه گمادل محقق شد.

## استعدادها، تلفات و خسارات

### عراق
لشکر ۴ پیاده کوهستانی (تیپ‌های ۷۶، ۴۳۴ و ۴۳۸ پیاده و دو گردان کماندویی) و لشکر ۴۶ پیاده (تیپ‌های ۴۴۸، ۶۰۶ و ۸۰۱ پیاده) از نیروهای عراقی در منطقه بودند. نیروهای عراقی در این عملیات، ۱۳۰۰ نفر از عراقی‌ها کشته یا زخمی و ۳۲۰ نفر به اسارت درآمدند. یک فروند هلیکوپتر عراقی‌ها نیز ساقط شد.

### ایران
نیروی زمینی سپاه پاسداران، اجرای عملیات را به قرارگاه عملیاتی نجف اشرف واگذار کرد و سازمان رزم عملیات به شکل زیر طراحی شد:
- لشکر (-) ۶ ویژه پاسداران با سه گردان پیاده؛
- لشکر (-) ۱۰ سیدالشهدا (ع) با چهار گردان پیاده؛
- تیپ مستقل (-) ۱۲ قائم (عج) با سه گردان پیاده؛
- تیپ مستقل (-) ۳۵ امام حسن (ع) با یک گردان (+) پیاده؛
- تیپ مستقل ۶۱ محرم با هفت گردان توپخانه.
- یک گردان (+) از قرارگاه رمضان نیز تحت امر تیپ ۳۵ قرار داشت.

## برای مطالعهٔ بیشتر
- محسن رشید، گزارشی کوتاه/ مرکزمطالعات و تحقیقات جنگ سپاه پاسداران انقلاب اسلامی، ویرایش: مهدی انصاری، تهران: سپاه پاسداران انقلاب اسلامی، مرکز مطالعات و تحقیق جنگ، ۱۳۷۸، شابک: ۹۶۴-۶۳۱۵-۳۳-x